# Moritz Renner
Moritz Renner (* 1981 in Freiburg im Breisgau) ist ein deutscher Jurist und Professor für Bürgerliches Recht, Internationales und Europäisches Wirtschaftsrecht an der Universität Mannheim.

## Werdegang
Moritz Renner studierte nach seiner Schulzeit in Freiburg Rechtswissenschaften an der Humboldt-Universität zu Berlin, der Universität Padua und der Columbia Law School.
Während seiner Studienzeit in Berlin war Moritz Renner studentischer Mitarbeiter bei Ingolf Pernice am Walter Hallstein-Institut für Europäisches Verfassungsrecht und bei Dieter Simon an der Berlin-Brandenburgische Akademie der Wissenschaften. 2007 legte er in Berlin das Erste juristische Staatsexamen ab.
Von 2007 bis 2009 war er wissenschaftlicher Mitarbeiter am DFG-Sonderforschungsbereich „Staatlichkeit im Wandel“ an der Universität Bremen und Doktorand bei Gralf-Peter Calliess. Mit der Arbeit „Zwingendes transnationales Recht“ wurde er 2010 von der Universität Bremen promoviert. Für die Arbeit wurde Renner 2011 mit dem Deutschen Studienpreis der Körber-Stiftung ausgezeichnet.
Nach dem Rechtsreferendariat beim Kammergericht Berlin und Assistententätigkeit bei Stefan Grundmann an der Humboldt-Universität zu Berlin kehrte Renner 2012 auf eine von der Volkswagenstiftung geförderte Lichtenberg-Professur für transnationales Wirtschaftsrecht und Theorie des Wirtschaftsrechts an die Universität Bremen zurück, die er bis 2017 innehatte. Von 2013 bis 2018 war er Mitglied der Jungen Akademie.
2017 habilitierte sich Renner in Berlin mit einer Arbeit zum Schnittfeld von Bankrecht und Konzernrecht. Er erhielt die venia legendi für die Fächer Bürgerliches Recht, Handels- und Gesellschaftsrecht, Europäisches Wirtschaftsrecht, Internationales Privatrecht, Rechtsvergleichung und Rechtstheorie.
Nach der Habilitation erhielt er parallel Rufe auf Lehrstühle der Universität Bremen, der Universität Erfurt und der Universität Mannheim, von denen er den Ruf nach Mannheim 2017 annahm.
Seit Ende 2017 ist Renner Inhaber des Lehrstuhls für Bürgerliches Recht, Internationales und Europäisches Wirtschaftsrecht an der Universität Mannheim.

## Forschungsschwerpunkte
Moritz Renner forscht vor allem zum internationalen Handels- und Wirtschaftsrecht. Forschungsschwerpunkte betreffen das Recht grenzüberschreitender Finanzierungsverträge, das Bankrecht und das Konzernrecht. Zudem arbeitet er zu Grundlagenfragen des Privatrechts, insbesondere aus der Perspektive der Rechtssoziologie. Renner ist Mitherausgeber der rechtstheoretischen Online-Zeitschrift Ancilla Iuris.

## Schriften (Auswahl)
- Bankkonzernrecht, Tübingen: Mohr Siebeck (2018), 450 S., ISBN 978-3-16-156033-0
- Privatrechtstheorie, Tübingen: Mohr Siebeck (2015), 2 Bände, 2109 S. (herausgegeben mit Stefan Grundmann und Hans-Wolfgang Micklitz), ISBN 978-3-16-153860-5
- Zwingendes transnationales Recht, Baden-Baden: Nomos (2011), 373 S., ISBN 978-3-8329-5775-9.
- Stefan Grundmann, Hans-Wolfgang Micklitz, Moritz Renner: Privatrechtstheorie. Zwei Bände. Mohr Siebeck, Tübingen 2015, ISBN 978-3-16-153860-5.[10]